# Bruceville
Bruceville és una població dels Estats Units a l'estat d'Indiana. Segons el cens del 2000 tenia 469 habitants.

## Demografia
Segons el cens del 2000, Bruceville tenia 469 habitants, 199 habitatges, i 141 famílies. La densitat de població era de 624,4 habitants per km².
Dels 199 habitatges en un 33,2% hi vivien nens de menys de 18 anys, en un 56,8% hi vivien parelles casades, en un 11,6% dones solteres, i en un 29,1% no eren unitats familiars. En el 26,6% dels habitatges hi vivien persones soles el 13,1% de les quals corresponia a persones de 65 anys o més que vivien soles. El nombre mitjà de persones vivint en cada habitatge era de 2,36 i el nombre mitjà de persones que vivien en cada família era de 2,87.
Per edats la població es repartia de la següent manera: un 25,8% tenia menys de 18 anys, un 8,3% entre 18 i 24, un 28,6% entre 25 i 44, un 22,2% de 45 a 60 i un 15,1% 65 anys o més.
L'edat mediana era de 37 anys. Per cada 100 dones de 18 o més anys hi havia 91,2 homes.
La renda mediana per habitatge era de 24.028 $ i la renda mediana per família de 33.036 $. Els homes tenien una renda mediana de 27.292 $ mentre que les dones 17.857 $. La renda per capita de la població era de 13.829 $. Entorn del 12,6% de les famílies i el 14% de la població estaven per davall del llindar de pobresa.

## Poblacions més properes
El següent diagrama mostra les poblacions més properes.